# 태너 프레더릭

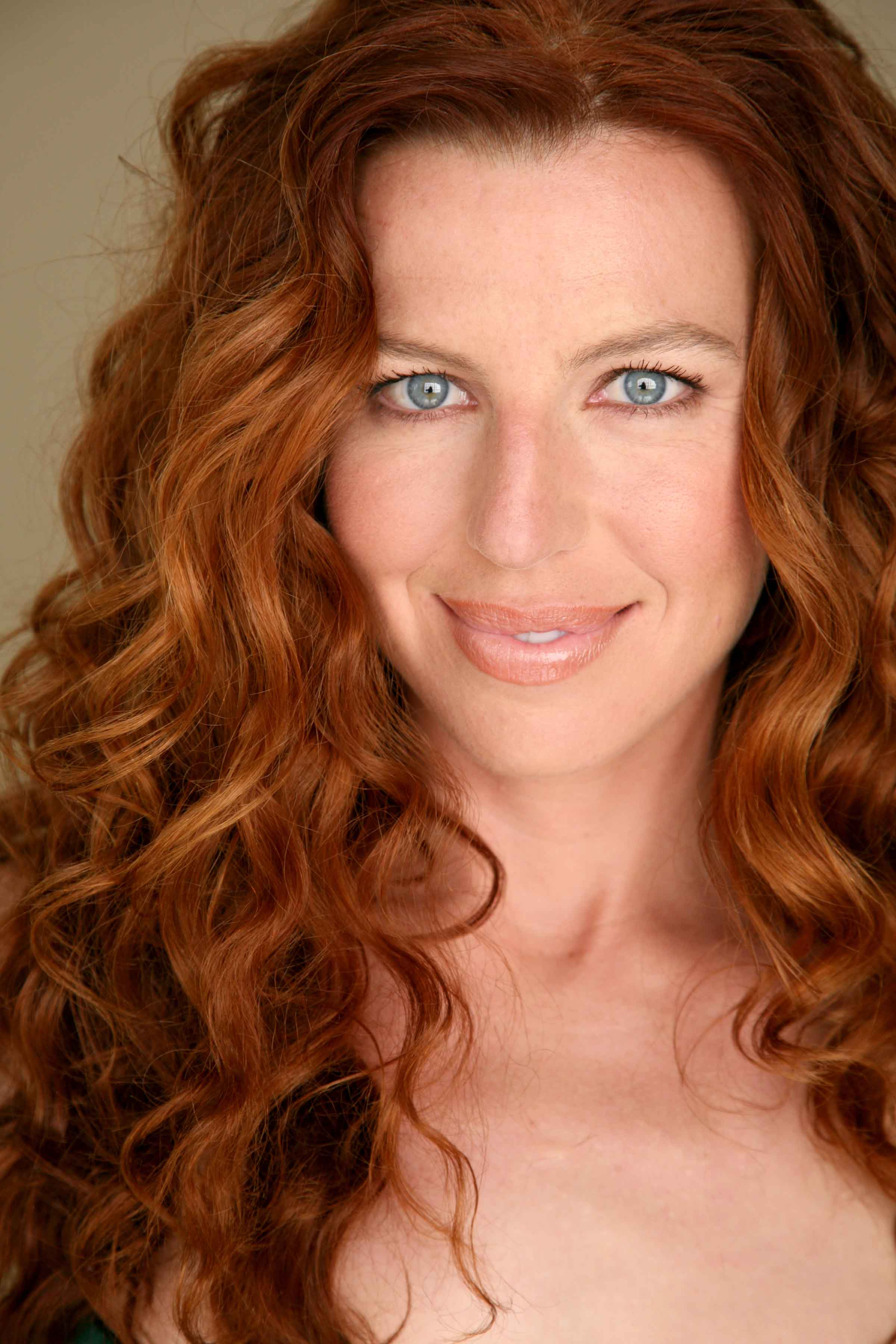

태나 프레더릭(Tanna Frederick, 1979년 1월 1일 ~ )은 미국의 배우이다.

## 영화
- 더 엠 워드 (2014년)
- 저스트 45 미니츠 프롬 브로드웨이 (2012년) - 판도라 아이삭스 역
- 퀸 오브 더 로트 (2010년)
- 아이린 인 타임 (2009년)
- Hollywood Dreams (2006) - 마지 역